# Tristramella
Рід налічує 2 види риб родини цихлові.

## Види
- Tristramella sacra (Günther 1865)
- Tristramella simonis (Günther 1864)

## Преглянуті (старі) назви
- Tristramella intermedia син. Tristramella simonis (Günther 1864)